# Martin Bucer
Martin Bucer   (Sélestat, 11 de novembre de 1491 - Cambridge, 28 de febrer de 1551) va ser un teòleg reformista protestant alemany que va influenciar les doctrines luteranes, calvinistes i anglicanes.
Els seus esforços per reformar l'Església a Wissembourg va fer que l'església catòlica l'excomuniqués, i es va veure obligat a fugir a Estrasburg. Allà, es va unir a un equip de reformistes, que incloïa a Matthäus Zell, Wolfgang Capito i Caspar Hedio. Va intentar conciliar les doctrines dels reformistes Martí Luter i Ulrich Zwingli.
Bucer creia que es podria convèncer els catòlics del Sacre Imperi d'unir-se a la Reforma. A través d'una sèrie de conferències organitzades per l'emperador Carles V, va tractar d'unir protestants i catòlics per crear una església nacional alemanya independent de l'autoritat papal. Va fallar en el seu propòsit, ja que diversos esdeveniments polítics van conduir a la Guerra d'Esmalcalda i el retrocés del protestantisme a l'Imperi. El 1548 va ser persuadit, sota coacció, de signar l'Ínterim d'Augsburg, que va imposar certes pràctiques d'origen catòlic. No obstant això, va continuar promovent reformes fins que la ciutat d'Estrasburg va acceptar l'Ínterim i el van expulsar.
El 1549 es va exiliar a Anglaterra, on, sota la direcció de Thomas Cranmer, va influir en la segona revisió del Llibre de l'oració comuna. Va morir a Cambridge als 59 anys. Encara que el seu ministeri no té una denominació concreta, molts corrents protestants l'han reclamat com un dels seus fundadors i el recorden com un dels pioners de l'ecumenisme.